# Columbus (Indiana)
Columbus és una població dels Estats Units a l'estat d'Indiana. Segons el cens del 2000 tenia 39.059 habitants.

## Demografia
Segons el cens del 2000, Columbus tenia 39.059 habitants, 15.985 habitatges, i 10.566 famílies. La densitat de població era de 581,1 habitants per km².
Dels 15.985 habitatges en un 31,8% hi vivien nens de menys de 18 anys, en un 51,9% hi vivien parelles casades, en un 11% dones solteres, i en un 33,9% no eren unitats familiars. En el 29,1% dels habitatges hi vivien persones soles el 10,7% de les quals corresponia a persones de 65 anys o més que vivien soles. El nombre mitjà de persones vivint en cada habitatge era de 2,39 i el nombre mitjà de persones que vivien en cada família era de 2,94.
Per edats la població es repartia de la següent manera: un 25,7% tenia menys de 18 anys, un 8% entre 18 i 24, un 29,5% entre 25 i 44, un 23% de 45 a 60 i un 13,7% 65 anys o més.
L'edat mediana era de 36 anys. Per cada 100 dones de 18 o més anys hi havia 89,6 homes.
La renda mediana per habitatge era de 41.723$ i la renda mediana per família de 52.296$. Els homes tenien una renda mediana de 40.367$ mentre que les dones 24.446$. La renda per capita de la població era de 22.055$. Entorn del 6,5% de les famílies i el 8,1% de la població estaven per davall del llindar de pobresa.

## Poblacions més properes
El següent diagrama mostra les poblacions més properes.